# نیروهای هوایی و پدافند هوایی ازبکستان
نیروهای هوایی و پدافند هوایی ازبکستان (انگلیسی: Uzbekistan Air and Air Defence Forces) نیروی هوایی و پدافند هوایی زیرمجموعه نیروهای مسلح جمهوری ازبکستان است، که در سال ۱۹۹۲ تأسیس شد.